# حالةبن حمدين (وادي العين)

تعديل مصدري - تعديل

حالةبن حمدين هي إحدى قرى عزلة وادي العين بمديرية حورة التابعة لمحافظة حضرموت، بلغ تعداد سكانها 97 نسمة حسب تعداد اليمن لعام 2004.